# Закон на Вебер-Фехнер
Законът на Вебер-Фехнер е емпиричен физиологичен закон, който се заключава във факта, че големината на усещането за определено дразнение е пропорционална на логаритъма на големината на самото дразнение. Ернст Вебер (1795 – 1878) е един от първите учени, които изследват количествено отговора на разни дразнители. Густав Фехнер (1801 – 1887) предлага строго теоретичо изследване на закона, познат дотогава като закон на Вебер, което е повод за добавянето на неговото име.

## Опит на Вебер
Класическият опит, извършен от Вебер, е усещането за тежест, което има човек с вързани очи. Вебер установява, че при увеличаването на тежест от 1кг с няколко грама, участникът в експеримента не усеща промяна в теглото. За участника в експеримента теглото се увеличава, едва когато масата се увеличи няколко пъти. Вебер установява, че промяната в усещането за тегло е пропорционално на отношението на промяната на теглото към цялото тегло. Това се изразява със следното диференциално уравнение:
{\displaystyle dp=k{dS \over S}}, където р е усещането, а S – дразнението при наблюдателя.
При интегрирането му се получава:
{\displaystyle p=k\ln S+C}, където С е интеграционна константа.
Ако {\displaystyle S_{0}} е този праг, под който наблюдателят не усеща дразнението, то:
{\displaystyle 0=k\ln S_{0}+C} или
{\displaystyle C=-k\ln S_{0}}
Така законът на Вебер-Фехнер добива вида:
{\displaystyle p=k\ln {S \over S_{0}}}

## Зрение
Когато източникът на светлина се увеличава линейно, дразнението при човешкото око се увеличава логаритмично, поради което, звездните величини се мерят с логаритмична мярка. Първата класификация на звездите, основаваща се на този принцип, е въведена от древногръцкия астроном Хипарх, през 2 век пр. Хр.. Той е разделил звездите на 6 категории, като тези със звездна величина 1 са били 100 пъти по-ярки от тези със звездна величина 6. Съвременната връзка между две звездни величини се дава от формулата на Погсон.

## Слух
Друга логаритмична скала е на слуховото възприятие. В опит, при който се произвеждат ноти, всяка с честота, двойно по-голяма от предната, за човешкото ухо изглежда, че тези ноти са равноодалечени една от друга.

## Големи дразнители
Законът на Вебер-Фехнер е добро приближение за големината на физиологичните реакции при слаби дразнители. Когато дразнителите станат особено големи, законът губи своя смисъл.
|  | Тази страница частично или изцяло представлява превод на страницата Weber–Fechner law в Уикипедия на английски. Оригиналният текст, както и този превод, са защитени от Лиценза „Криейтив Комънс – Признание – Споделяне на споделеното“, а за съдържание, създадено преди юни 2009 година – от Лиценза за свободна документация на ГНУ. Прегледайте историята на редакциите на оригиналната страница, както и на преводната страница, за да видите списъка на съавторите. ВАЖНО: Този шаблон се отнася единствено до авторските права върху съдържанието на статията. Добавянето му не отменя изискването да се посочват конкретни източници на твърденията, които да бъдат благонадеждни. |